# Museo Benaki
El Museo Benaki es un museo de Atenas, Grecia, cercano a la Plaza Sintagma, fundado en 1931 por un acaudalado ateniense, Antonios Benakis, nacido en Egipto, en honor a su padre Emmanuel Benakis. Alberga una suntuosa colección de arte, desde obras micénicas hasta iconos griegos.
La colección de este museo se inició en Alejandría con arte islámico, continuó con arte bizantino y finalmente una vez asentado en Grecia, se completó con piezas de arte autóctono.
La sede principal está distribuida en unas cuarenta salas que cuentan con más de 40 000 obras que abarcan un periodo bastante amplio, desde las antiguas civilizaciones griegas, la ocupación romana, el periodo bizantino, el periodo posbizantino, la ocupación y conquista por parte otros países europeos y su independencia, así como una muestra completa de la visión y de la evolución del arte griego a través de los tiempos.
Destaca la sala Kozani que reproduce un salón del siglo XVIII.
También tiene un moderno taller de restauración y una biblioteca de más de 180 000 volúmenes.

## Colecciones
Las colecciones pertenecientes a este museo se encuentran divididas en varios edificios según su temática:
- El museo de la cultura griega tiene su sede en el edificio principal, que es de estilo neoclásico y se encuentra ubicado cerca del edificio del parlamento griego. Expone la evolución de la cultura griega desde la prehistoria hasta el siglo XX,[1] a través de piezas que se pueden dividir en:

-Arte prehistórico: Se constituye de numerosas piezas desde la prehistoria hasta el final de la época romana.
-Arte bizantino: La primera parte de la colección incluye obras de artesanía en miniatura, enseres de bronce y de plata de uso religioso o cotidiano, pequeñas esculturas, cerámica y manuscritos. La segunda parte está constituida por iconos bizantinos y postbizantinos y obras de arte del Monte Athos hasta la aparición de la pintura neogriega. Además, incluye incensarios y cálices, mitras y joyería bizantina como zafiros, amatistas, esmeraldas y perlas.
-Arte posbizantino y moderno: Colección de piezas pertenecientes a una cronología comprendida entre los siglos XV y XIX, en la que Grecia estaba bajo dominio otomano y de los francos.
|                                                    |
| Algunas de las joyas expuestas en el Museo Benaki. |

|                                                                 |
| Adoración de los Magos (El Greco, 1565) de El Greco (siglo XVI) |

|                                                      |
| Himno a la Virgen, de Theodore Poulakis (siglo XVII) |

- El museo de arte islámico se encuentra en un edificio cerca del yacimiento arqueológico del Cerámico. Se abrió en el año 2004. Contiene objetos de arte islámico cuyo origen fue la colección que reunió Antonios Benaki durante su estancia en Egipto y que posteriormente se enriqueció mediante donaciones. Se compone de más de 12 000 piezas de cerámica, cristal, madera, orfebrería, textiles, armas y lápidas con inscripciones que permiten exponer la evolución del arte islámico desde sus orígenes hasta el siglo XIX.[2]

|                          |
| Escritorio del siglo XVI |

|                                   |
| Dagas árabes de los siglos XIX-XX |

|                                                                |
| Piezas de cerámica procedentes de España de los siglos XIV-XV. |

- El museo del juguete tiene su sede en la «casa Kulura». Está compuesto principalmente de una colección reunida por María Argyriadis que consta de unos 20 000 objetos —juguetes, libros, ropa y otros objetos infantiles— de periodos que abarcan desde la Antigüedad hasta el siglo XX.[3]

- La colección Valadoros, compuesta por unas 300 piezas religiosas desde la Antigüedad hasta el periodo posbizantino, está, en parte, expuesta en la antigua casa de la familia que donó esta colección. Uno de los principales objetos de esta colección es un epitafio bordado en oro del siglo XIV que, sin embargo, se expone entre las obras de la exposición de la cultura griega.[4]

- La galería Gikas, dedicada al pintor Nikos Jatzikyriakos-Gikas, alberga obras pertenecientes a este pintor del siglo XX. Su sede es un edificio construido en 1932 que perteneció a la familia del pintor y que fue donado al museo por el artista.[5]

- El Centro Cultural del Museo Benaki se halla en un edificio de la calle El Pireo. En él se organizan múltiples actividades culturales y además alberga un archivo de fotografías artísticas y una colección de documentos relacionados con la arquitectura neohelénica que se ha desarrollado desde la independencia de Grecia en 1828 hasta la actualidad.[6]

- El departamento de archivos históricos del Museo Benaki y otra colección de archivos relacionados con las artes escénicas se encuentran en la casa de la escritora Penélope Delta, un edificio de principios del siglo XX ubicado en el municipio de Kifisia.[7]

- La casa de Patrick Leigh Fermor y su esposa Joan, en la región del Mani, incluye un alojamiento para investigadores y organiza actividades educativas y culturales.[8]

Además, este museo posee colecciones de arte copto, de arte precolombino, de arte chino y coreano y de esculturas de Giannis Pappás.